# 박통일
박통일(Park Tong-il, 朴統一, 1989년 4월 9일 ~ )은 대한민국의 정치인, 언론인이다. 대표적 경력으로는 국민의힘 중앙당 부대변인,  국민의힘 서울시당 청년위원장이다. 본관은 밀양이며 충청북도 제천시 출신이다.

## 개요
박통일은 대한민국의 정치인으로, 국민의힘 소속의 정당인.
청년 정치인으로서 활동중이다.
다양한 사회 활동을 통해 청년 문제 해결과 자살 예방 등 사회적 이슈에 기여하고 있다.
국민의힘 내에서 다양한 역할을 맡아 청년 정치의 활성화를 위해 노력하고 있으며, 청년들의 목소리를 대변하는 활동을 꾸준히 이어가고 있다.
언론인으로서의 경험을 바탕으로 다양한 분야에서 영향력을 발휘하고 있다.
청년미래발전포럼 대표(이)기도 하다.
박통일은 대한민국 국적, 국민의힘 소속의 정치인(이)다.

## 생애

### 요약
1989년 4월 9일 서울특별시 강남구에 어느 저택에서 태어났다.
하지만 어머니의 건강이 많이 좋지 못했기에, 충북 제천시의 아주 작은 시골 마을로 이사를 가서 학창시절을 보냈다.
할아버지가 이조갈비의 창립자였기에, 집안 자체는 부유했다.
하지만 "자식에게 대가 없는 도움은 없다.”는 할아버지의 인생철학과 정치인 아버지 박세준의 계속된 낙선으로 인해 어릴 적 가난하게 살았다고 한다.
성인이 되어서는 안 해본 일이 없다고 한다. 쌀집, 공사장, 닭공장등의 아르바이트를 하며 학비를 벌었다.
그때의 경험이 인생의 큰 자산이라고 늘 이야기를 하고다닌다.

### 어린 시절과 학창 시절
박통일은 어린 시절부터 악동으로 알려져 있었다. 명절마다 가족들로부터 어릴 적 이야기를 듣는 것이 그에게는 창피한 일이라고 한다. 명절 제사상을 뛰어다니며 음식을 몰래 먹고, 친척 동생들을 때리고 울리는 등의 행동을 하던 그는 심한 장난꾸러기 였다.
초등학교 3학년까지 서울에서 학교를 다닌 그는 비비탄 총싸움을 하며 친구들과 온 동네를 휘젓고 다녔다. 소독차가 동네에 오면 친구들과 함께 소독차 뒤를 신나게 따라다니며 놀았고, 어느 날은 앞이 안 보여 전봇대에 머리를 부딪쳐 기절하기도 했다. 이런 개구쟁이 생활을 하던 그는 시골로 이사하게 되었다.
그가 이사한 시골은 매우 고립된 지역으로, 산 중턱에 집이 10채밖에 없는 작은 마을이었다. 주변에는 강이 둘러싸고 있어 마을 사람들은 신창원도 탈옥할 수 없을 정도로 고립된 곳이라고 자랑했다. 마을에는 슈퍼도 없고, 병원도 없으며, 학교도 멀리 떨어져 있었다. 대신 고라니, 노루, 멧돼지 같은 야생 동물들이 있었다.
학교는 차로 30분을 달려야 갈 수 있는 읍내에 있었고, 저학년 때는 버스를 타고 통학을 했지만, 학교에서 집까지 들어가는 막차가 6시였고, 고학년이 되면서 방과 후 수업 때문에 6시 이후에야 학교가 끝나는 일이 잦아졌다. 그는 어쩔 수 없이 3시간을 걸어서 집에 돌아가야 했고, 그 길은 산골이라 가로등도 없고 야생 동물 소리로 무서운 길이었다. 그러나 그는 이 길을 걸으면서 독특한 방법으로 시간을 활용했다.
처음에는 노래를 부르며 길을 걸었지만, 목이 아프고 체력이 떨어지자 책을 읽기로 결심했다. 그는 후레쉬를 비추며 책을 읽으며 길을 걸었고, 이 과정에서 수많은 책을 읽었다. 그가 걸어다니며 읽은 책들은 그의 인생 가치관과 꿈의 청사진을 그리는 데 큰 영향을 미쳤다.

## 가족 배경과 정치적 입장
그의 아버지 박세준은 민주당에서 당 대표 비서실장, 인천 남동갑 지역위원장등을 지낸 민주당의 지도부였다.
그러나 박통일은 보수의 가치가 자신의 가치관에 더 맞다고 판단하여 국민의힘에서 활동하고 있다.
그는 규제보다는 자유를 더 중요하게 생각하며, 기업의 자유, 경제의 자유, 재산권의 자유 등 자유를 핵심 가치로 삼고 있다.

## 대한민국 정치에 대한 견해
그는 어느 언론사 인터뷰에서 대한민국 정치 시스템에 대해 의문을 제기했다.
국회의원이 지역구에서 주민의 목소리를 대변하지 않고 정당의 목소리만을 대변하는 정치 문화를 지적하며, 이러한 부분들이 개선되어야 한다고 주장했다. 미국의 선거 문화를 예로 들며, 주민들이 정당이 아닌 국회의원의 정책과 지난 4년간의 활동을 참고하여 투표하는 문화가 필요하다고 강조했다.

## 국민의힘 서울특별시당 청년위원장 활동
2024년 1월 1일, 국민의힘 서울특별시당 청년위원장에 임명되었다. #
4.10 총선에서 서울시 청년들의 지지를 이끌어내기 위한 막중한 임무를 가지고 있었다. #
국민의힘 서울선거대책위원회에서 청년 본부장을 맡아 서울시 선거를 서포트했다.
또한 24년 현충일에 서울의 동작 현충원을 방문하여 순국선열과 호국영령들에 대한 추모의 시간을 가지며, 대한민국의 자유와 평화를 위한 희생을 기리고 그들의 유지를 받들어 더 나은 대한민국을 만들기 위해 노력할 것을 다짐했다.
또한 서울특별시당 청년위원회가 국민의힘의 가치를 실현하는 데 앞장설 것임을 다짐하며 소회를 밝혔다 #

## 청년미래발전포럼
청년미래발전포럼의 대표로 활동 중이다.
청년미래발전포럼은 대한민국의 미래인 청년들이 세상을 향해 목소리를 내기 위해 2021년 7월 15일에 창립되었으며, 현재 전국 50여 개 지부에 500여 명이 활동하고 있는 단체로 성장하였다.
이 단체는 봉사활동, 생명 존중을 위한 활동 등을 주요 활동 방향으로 삼고 있다.
특히 청년 시절의 최고의 신체 컨디션을 활용하여 도움이 필요한 분들에게 봉사하고 있다고 한다.
생명 존중을 위한 활동으로는 한국자살예방시민연대와 MOU를 체결하여 생명존중 강의 및 계획 수립에 동참하고 있다.
나라의 현안이나 중요 사건들에 대한 생각 공유 활동도 활발히 진행하는데, 각 분야의 리더들이 참여하여 한 사건을 다양한 관점에서 토론하고 생각을 공유하고 있다.

## 김선동 의원 보좌관 활동
김선동 전 의원의 보좌관으로 활동했다.
김선동 전 의원은 현역의원이 아니였지만, 국민의힘 사무총장 시절부터 인연이 되어 야인생활 내내 함께 하고 있다. 보좌관이 되기 전에는 기자 생활을 했으며, 메이저 신문사 인턴으로 입사한 후 지역 작은 언론사에서 정식 기자로 활동했다.
어릴 때부터 정치활동이 꿈이었던 그는 큰 정치인을 보좌하는 일도 좋았고, 큰 역사의 줄기에서 일해보는 것이 목표였다고 한다.
기자 시절 기자로서 바라본 정치인은 뭔가를 숨기고 있다고 생각했으나, 보좌진으로서 바라본 정치인은 의외로 솔직하다는 것을 깨달았다고 한다. 특히 김선동 의원은 일정을 수행할 때 솔직함이 잘 드러났으며, 핑계를 대지 않는 성격이었다.
보좌관 생활의 어려움으로는 자신이 하는 행동과 말이 의원의 주변 사람들에게 영향을 미친다는 점을 꼽았다. 그래서 말과 행동을 자제하며, 숫기가 없다는 오해를 받기도 한다고 하는데, 실제 성격은 그와 정반대다.
그는 김선동 의원이 크고 작은 민원의 경중을 따지지 않고 일하는 모습을 보며 놀랐고, 지역의 큰 숙원 사업들을 많이 해결해 온 덕분에 주민들로부터 많이 인정받고 있다고 말했다.
김선동 의원의 장점으로는 유능함과 일을 잘한다는 점을 강조했다. 예전에 여의도연구원 원장으로서 당의 정책을 만들고 당론을 서포트하는 역할을 할 정도로 유능한 사람이라는 것을 강조했다.
반면, 단점으로는 완벽주의와 꼼꼼함을 꼽았으며, 이는 비서들 입장에서 힘들게 느껴지기도 한다고 말했다.

## 경력[1][2]
- 2024.1~2024.9 국민의힘 서울특별시당 청년위원장
- 2023.3~2024.1 국민의힘 부대변인
- 2025.3~ 한국열린사이버대학교 연구교수
- 2024.1~2024.4 제22대 국회의원 선거 국민의힘 서울선거대책위원회 청년본부장
- 2022.7~ 청년미래발전포럼 대표
- 2023.3~2024.1 국민의힘 서울특별시당 부대변인
- 2022.3~2022.6 국민의힘 서울특별시당 청년위원회 부위원장
- 2022.3~2022.6 제8회 전국동시지방선거 서울특별시장선거 국민의힘 오세훈 후보 청년본부 수석부본부장
- 2022.1~2022.3 제20대 대통령선거 국민의힘 홍준표 예비후보 선거대책위원회 청년대변인
- 2021.8~2022.1 국민의힘 중앙당 청년위원회 부위원장
- 2021.1~2023.3 국민의힘 서울특별시당 도봉을 당원협의회 청년위원장
- 2021.1~2023.3 국민의힘 서울특별시당 도봉을 당원협의회 청년부장
- 2020.12~ (사)한국방송신문연합회 대외협력국장
- 2018.12~2020.12 신한일보 기자
- 2008~ 한국자살예방시민연대 대외협력국장